# Kyvadlo, jáma a nadeje
Pendulul, hruba și speranța (în cehă Kyvadlo, jáma a naděje) este un film de scurtmetraj animat cehoslovac din 1983 regizat de Jan Švankmajer, adaptat după povestirile „Hruba și pendulul” (1842) a lui Edgar Allan Poe și „Tortura speranței” a lui Auguste Villiers de l’Isle-Adam.
Este o adaptare destul de apropiată a ambelor povestiri, prezentând o perspectivă a camerei din punctul de vedere al unei singure persoane și segmente din mărcile lui Švankmajer Stop-motion și Cut-out animation⁠(d) (într-un film de acțiune destul de viu). Majoritatea decorurilor au fost confecționate de soția sa, Eva Švankmajerová⁠(d).
Filmul surprinde dorința de putere și, în contrast, voința disperată de viață a omului.
Regizorul Švankmajer a mai realizat în 1980 un film de scurtmetraj de animație după opera lui Poe, Prăbușirea Casei Usher.

## Premii
- Festivalul Mondial de Film de la Montréal 1984 – A câștigat Premiul Juriului (secțiunea scurtmetraje)
- Festivalul de Film de la Cracovia 1984 – A câștigat premiul FICC
- Festivalul Internațional de Scurtmetraj Oberhausen 1985 – A câștigat Marele Premiu și Premiul FIPRESCI
- Fantasporto 1985 – A câștigat premiul criticii – mențiune specială